# Galaxie Sombrero
Galaxie Sombrero (NGC 4594, M 104) je spirální galaxie (dle Hubbleovy klasifikace galaxií typu SAa) v souhvězdí Panna, vzdálená asi 32 milionů světelných let. Její hmotnost je asi 5×1011 M☉. Centrální výduť galaxie je mimořádně velká, v jejím středu se nachází obří černá díra. V halu této galaxie se nachází velký počet kulových hvězdokup (1 200–2 000).
Protože je ze Země pozorována téměř z „boku“ (její galaktická rovina a zorný směr svírají úhel pouze 6°), je na obvodu galaktického disku dobře viditelný prachový prstenec a jsou také obtížně rozeznatelná její hustě navinutá ramena.

## Název
„Boční pohled“ na galaxii, její prachový prstenec a veliká středová výduť daly galaxii jméno – její průmět na nebeskou sféru se podobá mexickému klobouku – sombreru.

## Historie

### Objev
Galaxii objevil v květnu 1781 francouzský astronom Pierre Méchain. Svůj objev popsal v květnu 1783 v dopisu J. Bernoullimu, který ho později publikoval v Berlínské astronomické ročence (Berliner Astronomisches Jahrbuch).
Charles Messier jí do vlastní kopie Messierova katalogu připsal až po jeho publikaci v roce 1781 (v té době seznam obsahoval pouze objekty M1 – M103).
Nezávisle tuto galaxii objevil v roce 1784 ještě astronom William Herschel.

### Zařazení do Messierova katalogu
V roce 1921 nalezl francouzský astronom Camille Flammarion Messierovu osobní kopii Messierova seznamu, v které byla galaxie Sombrero připsána autorovou rukou. Flammarion jí identifikoval jako shodnou s objektem 4594 v New General Catalogue a dodatečně ji zařadil i do oficiálního Messierova seznamu pod číslem 104.

### Měření rudého posuvu
V roce 1912 na Lowellově observatoři u této galaxie Vesto Slipher zjistil velkou hodnotu rudého posuvu – více než 0,0033 (tomu odpovídá radiální rychlost přes 1000 km/s). Tato galaxie, která byla do té doby považována za mlhovinu, se stala prvním vesmírným objektem, u kterého byla zjištěna takto velká hodnota rychlosti vzdalování. Vesto Slipher také při jejím pozorování odhalil její rotaci.